# Trechnites viridiscutellum
Trechnites viridiscutellum är en stekelart som först beskrevs av Girault 1915.  Trechnites viridiscutellum ingår i släktet Trechnites och familjen sköldlussteklar. Inga underarter finns listade i Catalogue of Life.